# Kitaraka
Kitaraka è una circoscrizione rurale (rural ward) della Tanzania situata nel distretto di Manyoni, regione di Singida. Conta una popolazione di 9 711 abitanti (censimento 2012).